# Закаспійська область

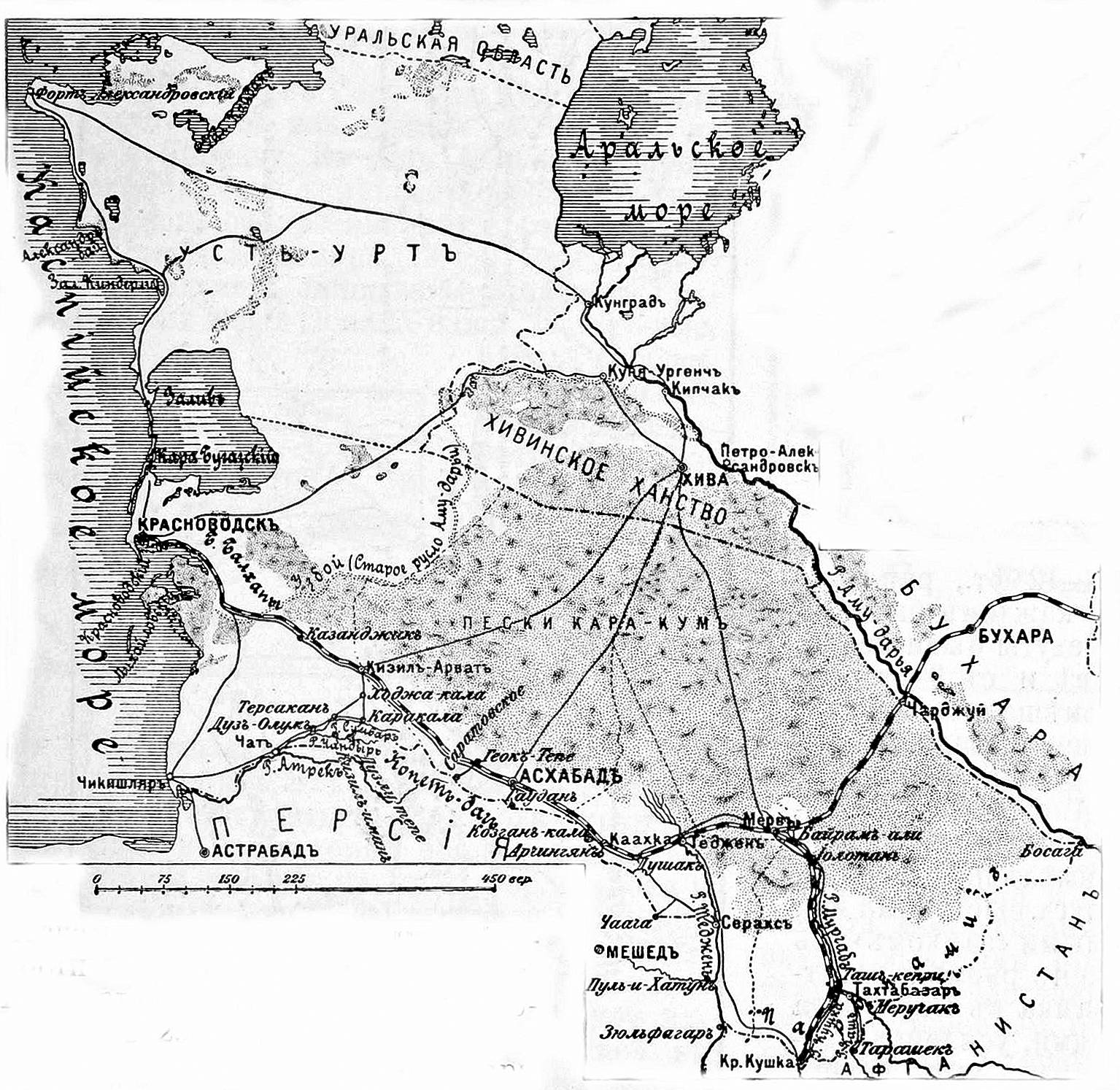
Закаспійська область

37°57′00″ пн. ш. 58°23′00″ сх. д. / 37.95° пн. ш. 58.383333333333° сх. д.
Закаспійська область — адміністративна одиниця в Російській імперії, що існувала в 1854—1919. Адміністративний центр — Ашгабад.
Область заснована 6 (18) травня 1881 у складі Ахалтекинського, Красноводського й Мангишлацького повітів. Передана у ведення Туркестанського генерал-губернатора 26 грудня 1897 (7 січня 1898). Територія області остаточно оформилася до 1890 року.

## Географія
Закаспійська область Російської імперії займала простір між східними берегами Каспійського моря і західними окраїнами Бухарського емірату і Хівінського ханства, доходячи на півночі до Уральської області, а на півдні до Персії та Афганістану з центром у Красноводську, після розширення території та будівництва Асхабад в 1881 році обласний центр було перенесено туди. У 1886 року увійшла як область, поряд з іншими середньоазійськими областями, в утворений Туркестанський край. 7 серпня 1921 була перейменована в Туркменську область.
Внаслідок невизначеності кордонів Закаспійської області з іншими регіонами імперії точна площа її невідома; по Стрельбицькому, вона займає з внутрішніми водами 554900 км² (487 557,2 кв. версти), а за відомостями місцевої адміністрації — близько 571 000 км² (501 696 кв. верст).
Населення Закаспійської області за даними перепису 1897 року: 382 487 осіб (212 638 чоловіків і 169 849 жінок), з них міських мешканців — 41 877.

## Адміністративний поділ
У 1881 Закаспійська область ділилася на Ахалтекинський округ і Красноводське і Мангишлакське приставства. У 1882 округ і приставства були перетворені в повіти.
У 1884 були утворені 2 округи: Мервський (ділився на Іолотанське і Серахське приставства) і Тедженській. Через рік у Мервському окрузі утворено Пендинське приставство, а ще через рік у Ахалтекинському повіті утворено Атекське приставство.
У 1890 Мервський і Тедженський округи були перетворені на повіти. Ахалтекинський повіт перейменовано на Асхабадський. Одночасно утворені нові приставства: Дурунське в Асхабадському повіті; Кара-Калинське і Чикішлярське — у Красноводському повіті.
У 1891 в Тедженський повіт були передані Атекське (з Асхабадського повіту) ій Серахське (з Мервського) приставства. Такий поділ зберігався до 1917 року.
На початку XX століття Закаспійська область ділилася на 5 повітів:
| № | Повіт          | Повітове місто       | Площа (верст)² | Населення (1897)л. |
| - | -------------- | -------------------- | -------------- | ------------------ |
| 1 | Асхабадський   | Асхабад              | 86 746         | 92 205             |
| 2 | Красноводський | Красноводськ         | 110 000        | 53 768             |
| 3 | Мангишлацький  | Александроський форт | 190 200        | 68 555             |
| 4 | Мервський      | Мерв                 | 110 795        | 119 255            |
| 5 | Тедженський    | Серахс               | 33 997         | 48 704             |

У 1917 всі приставства були перейменовані в дільничні коміссарства. Одночасно утворено два нових коміссарства: Челекенське в Красноводському повіті і Байрам-Алійське в Мервському. Через рік Кара-Калинське комісарство передано з Красноводського до Асхабадського повіту.
У 1919 Асхабадський повіт перейменований в Полторацький. Дільничні коміссарства були скасовані. 4 з 5 повітів були розділені на райони: у Красноводський повіт входили Джебельський, Казанджицький, Приморський й Чікішлярський райони; в Мервський повіт — Байрам-Алійський, Іолотанський, Кушкінський, Отамишський, Тахта-Базарський і Тохтамишський; в Полторацький повіт — Бахарденський, Східний, Геок-Тепінський, Кизил-Арватський і Фірюзинський; в Тедженський повіт — Гінцбурзький, Серахський і Тедженський. Вже в 1920 році райони були скасовані.
Влітку 1920 Мангишлацький повіт був переданий в Казахську РСР. Тимчасово був відновлений Кушкінський район Мервського повіту (проіснував 2 місяці).
1. ↑  https://www.webcitation.org/65YiN8lzg?url=http://demoscope.ru/weekly/ssp/rus_gub_97.php?reg=82